# Мурсалієв Ельвін Адалат-огли
Мурсалієв Ельвін Адалат-огли (азерб. Mürsəliyev Elvin Ədalət oğlu; нар. 17 серпня 1988) — азербайджанський борець греко-римського стилю, чемпіон Європейських ігор, дворазовий бронзовий призер чемпіонатів світу, срібний та дворазовий бронзовий призер чемпіонатів Європи, володар, срібний та бронзовий призер Кубків світу, учасник Олімпійських ігор.

## Біографія
Боротьбою займається з 1999 року. Був чемпіоном світу серед юніорів 2008 року та другим на чемпіонаті світу 2007 року. Бронзовий призер чемпіонату Європи серед кадетів 2005 року.
Виступає за спортивний клуб «Нефтчі» Баку.

## Спортивні результати на міжнародних змаганнях

### Виступи на Олімпіадах
| Змагання                    | Збірна      | Вагова категорія                 | Місце |
| --------------------------- | ----------- | -------------------------------- | ----- |
| Літні Олімпійські ігри 2016 | Азербайджан | греко-римська боротьба, до 75 кг | 7     |

### Виступи на Чемпіонатах світу
| Змагання                        | Збірна      | Вагова категорія                 | Місце  |
| ------------------------------- | ----------- | -------------------------------- | ------ |
| Чемпіонат світу з боротьби 2007 | Азербайджан | греко-римська боротьба, до 84 кг | 32     |
| Чемпіонат світу з боротьби 2014 | Азербайджан | греко-римська боротьба, до 75 кг | Бронза |
| Чемпіонат світу з боротьби 2015 | Азербайджан | греко-римська боротьба, до 75 кг | 5      |
| Чемпіонат світу з боротьби 2017 | Азербайджан | греко-римська боротьба, до 80 кг | Бронза |
| Чемпіонат світу з боротьби 2018 | Азербайджан | греко-римська боротьба, до 77 кг | 8      |
| Чемпіонат світу з боротьби 2019 | Азербайджан | греко-римська боротьба, до 77 кг | 16     |

### Виступи на Чемпіонатах Європи
| Змагання                         | Збірна      | Вагова категорія                 | Місце  |
| -------------------------------- | ----------- | -------------------------------- | ------ |
| Чемпіонат Європи з боротьби 2006 | Азербайджан | греко-римська боротьба, до 74 кг | 15     |
| Чемпіонат Європи з боротьби 2009 | Азербайджан | греко-римська боротьба, до 74 кг | 7      |
| Чемпіонат Європи з боротьби 2010 | Азербайджан | греко-римська боротьба, до 74 кг | Срібло |
| Чемпіонат Європи з боротьби 2012 | Азербайджан | греко-римська боротьба, до 74 кг | 10     |
| Чемпіонат Європи з боротьби 2014 | Азербайджан | греко-римська боротьба, до 75 кг | Бронза |
| Чемпіонат Європи з боротьби 2016 | Азербайджан | греко-римська боротьба, до 75 кг | 5      |
| Чемпіонат Європи з боротьби 2018 | Азербайджан | греко-римська боротьба, до 77 кг | Бронза |
| Чемпіонат Європи з боротьби 2019 | Азербайджан | греко-римська боротьба, до 77 кг | 23     |

### Виступи на Європейських іграх
| Змагання              | Збірна      | Вагова категорія                 | Місце  |
| --------------------- | ----------- | -------------------------------- | ------ |
| Європейські ігри 2015 | Азербайджан | греко-римська боротьба, до 75 кг | Золото |

### Виступи на Кубках світу
| Змагання                    | Збірна      | Вагова категорія                 | Місце  |
| --------------------------- | ----------- | -------------------------------- | ------ |
| Кубок світу з боротьби 2014 | Азербайджан | греко-римська боротьба, до 75 кг | Бронза |
| Кубок світу з боротьби 2015 | Азербайджан | греко-римська боротьба, до 75 кг | Золото |
| Кубок світу з боротьби 2017 | Азербайджан | греко-римська боротьба, до 75 кг | Срібло |

### Виступи на інших змаганнях
| Змагання                                     | Збірна      | Вагова категорія                 | Місце  |
| -------------------------------------------- | ----------- | -------------------------------- | ------ |
| Кубок Ядегара Імама 2006                     | Азербайджан | греко-римська боротьба, до 74 кг | 5      |
| Міжнародний турнір «Cristo Lutte» 2009       | Азербайджан | греко-римська боротьба, до 74 кг | Срібло |
| Золотий Гран-прі з боротьби 2009             | Азербайджан | греко-римська боротьба, до 74 кг | 5      |
| Турнір Дана Колова — Николи Петрова 2010     | Азербайджан | греко-римська боротьба, до 74 кг | 9      |
| Золотий Гран-прі з боротьби 2010 (Баку)      | Азербайджан | греко-римська боротьба, до 74 кг | 15     |
| Золотий Гран-прі з боротьби 2011 (Сомбатгей) | Азербайджан | греко-римська боротьба, до 74 кг | 13     |
| Золотий Гран-прі з боротьби 2011 (Баку)      | Азербайджан | греко-римська боротьба, до 74 кг | Срібло |
| Золотий Гран-прі з боротьби 2012 (Стамбул)   | Азербайджан | греко-римська боротьба, до 74 кг | 7      |
| Золотий Гран-прі з боротьби 2012 (Баку)      | Азербайджан | греко-римська боротьба, до 74 кг | Бронза |
| Вогні Москви 2012                            | Азербайджан | греко-римська боротьба, до 74 кг | Золото |
| Літня Універсіада 2013                       | Азербайджан | греко-римська боротьба, до 74 кг | 5      |
| Всесвітні ігри бойових мистецтв 2013         | Азербайджан | греко-римська боротьба, до 84 кг | Срібло |
| Золотий Гран-прі з боротьби 2013 (Баку)      | Азербайджан | греко-римська боротьба, до 74 кг | 7      |
| Кубок Ядегара Імама 2014                     | Азербайджан | греко-римська боротьба, до 80 кг | 5      |
| Турнір Вехбі Емре 2014                       | Азербайджан | греко-римська боротьба, до 75 кг | Бронза |
| Золотий Гран-прі з боротьби 2014 (Баку)      | Азербайджан | греко-римська боротьба, до 80 кг | Золото |
| Вогні Москви 2014                            | Азербайджан | греко-римська боротьба, до 80 кг | Бронза |
| Гран-прі Парижа з боротьби 2015              | Азербайджан | греко-римська боротьба, до 80 кг | Золото |
| Золотий Гран-прі з боротьби 2015             | Азербайджан | греко-римська боротьба, до 80 кг | Бронза |
| Золотий Гран-прі з боротьби 2016             | Азербайджан | греко-римська боротьба, до 75 кг | Срібло |
| Ігри ісламської солідарності 2017            | Азербайджан | греко-римська боротьба, до 75 кг | Золото |
| Київський Міжнародний турнір з боротьби 2018 | Азербайджан | греко-римська боротьба, до 82 кг | Бронза |
| Турнір Вехбі Емре і Гаміта Каплана 2018      | Азербайджан | греко-римська боротьба, до 82 кг | Бронза |
| Турнір Вехбі Емре і Гаміта Каплана 2019      | Азербайджан | греко-римська боротьба, до 82 кг | 9      |
| Турнір Г. Картозія і В. Балавадзе 2019       | Азербайджан | греко-римська боротьба, до 82 кг | Бронза |

### Виступи на змаганнях молодших вікових груп
| Змагання                                       | Збірна      | Вагова категорія                 | Місце  |
| ---------------------------------------------- | ----------- | -------------------------------- | ------ |
| Чемпіонат Європи з боротьби серед кадетів 2005 | Азербайджан | греко-римська боротьба, до 69 кг | Бронза |
| Чемпіонат Європи з боротьби серед юніорів 2006 | Азербайджан | греко-римська боротьба, до 74 кг | 13     |
| Чемпіонат Європи з боротьби серед юніорів 2007 | Азербайджан | греко-римська боротьба, до 74 кг | 7      |
| Чемпіонат світу з боротьби серед юніорів 2007  | Азербайджан | греко-римська боротьба, до 74 кг | Срібло |
| Чемпіонат світу з боротьби серед юніорів 2008  | Азербайджан | греко-римська боротьба, до 74 кг | Золото |